# Цьосми
Цьосми (пол. Ciosmy) — село в Польщі, у гміні Білгорай Білґорайського повіту Люблінського воєводства. Населення — 362 особи (2011).

## Історія
За даними етнографічної експедиції 1869—1870 років під керівництвом Павла Чубинського, населення села порівну становили українськомовні греко-католики та польськомовні римо-католики.
У 1975—1998 роках село належало до Замойського воєводства.

## Демографія
Демографічна структура станом на 31 березня 2011 року:
|          | Загалом | Допрацездатний вік | Працездатний вік | Постпрацездатний вік |
| -------- | ------- | ------------------ | ---------------- | -------------------- |
| Чоловіки | 174     | 43                 | 115              | 16                   |
| Жінки    | 188     | 45                 | 100              | 43                   |
| Разом    | 362     | 88                 | 215              | 59                   |